# Sam Gejdenson

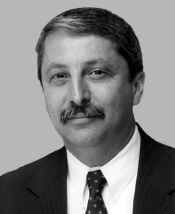
Sam Gejdenson

Samuel Gejdenson (* 20. Mai 1948 in Eschwege, Deutschland) ist ein US-amerikanischer Politiker. Zwischen 1981 und 2001 vertrat er den zweiten Wahlbezirk des Bundesstaates Connecticut im US-Repräsentantenhaus.

## Werdegang
Sam Gejdenson wurde als Sohn eines Belarussen und einer Litauerin in einem amerikanischen Flüchtlingslager im nordhessischen Eschwege geboren. Er wuchs in Bozrah (Connecticut) auf einer Milchfarm auf. Bis 1968 besuchte er das Mitchell Junior College. Danach studierte er bis 1970 an der University of Connecticut. In den folgenden Jahren war er zeitweise Farmer und Makler und arbeitete für die FAI Trading Company. Politisch wurde Gejdenson Mitglied der Demokratischen Partei. Im Jahr 1973 war er Vorsitzender des Stadtrats von Bozrah, von 1974 bis 1978 saß er als Abgeordneter im Repräsentantenhaus von Connecticut. Zwischenzeitlich leitete er die Montessorischule in Norwich.
Bei den Kongresswahlen des Jahres 1980 wurde Gejdenson im zweiten Distrikt von Connecticut in das US-Repräsentantenhaus in Washington, D.C. gewählt. Dort trat er am 3. Januar 1981 die Nachfolge von Chris Dodd an. Nach neun, teilweise knappen, Wiederwahlen konnte er bis zum 3. Januar 2001 insgesamt zehn Legislaturperioden im Kongress absolvieren. Dort war er zeitweise Mitglied und Vorsitzender eines Unterausschusses. Später war er auch Mitglied im Ausschuss für Internationale Beziehungen.
Bei den Wahlen des Jahres 2000 unterlag Gejdenson dem Republikaner Rob Simmons. Heute betreibt er eine eigene internationale Handelsfirma. Er ist mit Betsy Henley-Cohn verheiratet und lebt in Branford. Im Jahr 2006 unterstützte er Joe Courtney, der in einer knappen Wahl gegen Rob Simmons den zweiten Wahlbezirk für die Demokratische Partei zurückgewann.